# Estonie aux Jeux paralympiques d'hiver de 2022
L'Estonie  participe aux Jeux paralympiques d'hiver de 2022 à Pékin en Chine du 4 au 13 mars 2022. Il s'agit de sa cinquième participation à des Jeux d'hiver, un retour après vingt ans absence.
Le comité national est engagé dans le tournoi mixte de curling en fauteuil

## Compétition

### Curling en fauteuil
L'équipe estonienne en fauteuil roulant est composé du capitaine Andrei Koitmäe et des joueurs Mait Mätas, Lauri Murašov, Kätlin Riidebach et Signe Falkenberg. L'entraîneur-chef est Chis Bowden du Canada et l'entraîneur adjoint est Ain Villau.
L'Estonie devait jouer son premier match face à l'équipe du comité russe ; face à l'invasion de l'Ukraine par la Russie en 2022, la présidente du comité paralympique estonien Monika Haukanõmm avait confirmé que l'équipe estonienne en fauteuil roulant aurait refusé de jouer la confrontation; finalement, le comité international a pris la décision d'exclure l'équipe russe.